# Daniel von der Heydt

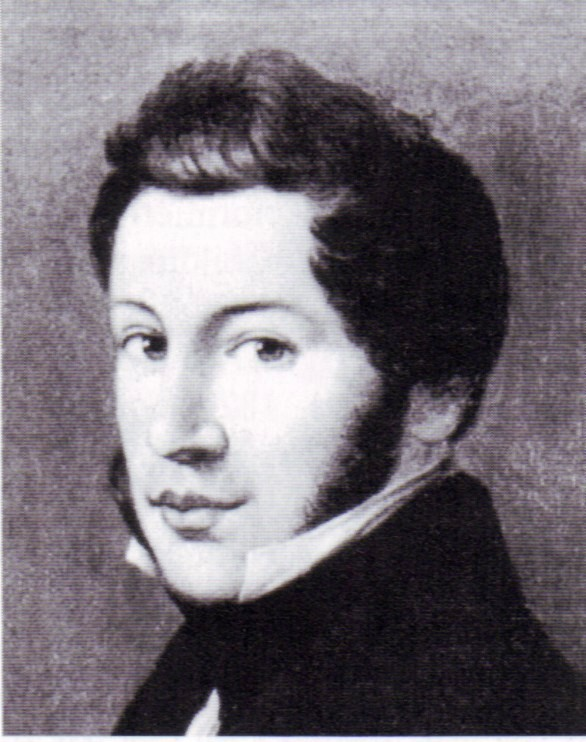
Daniel von der Heydt

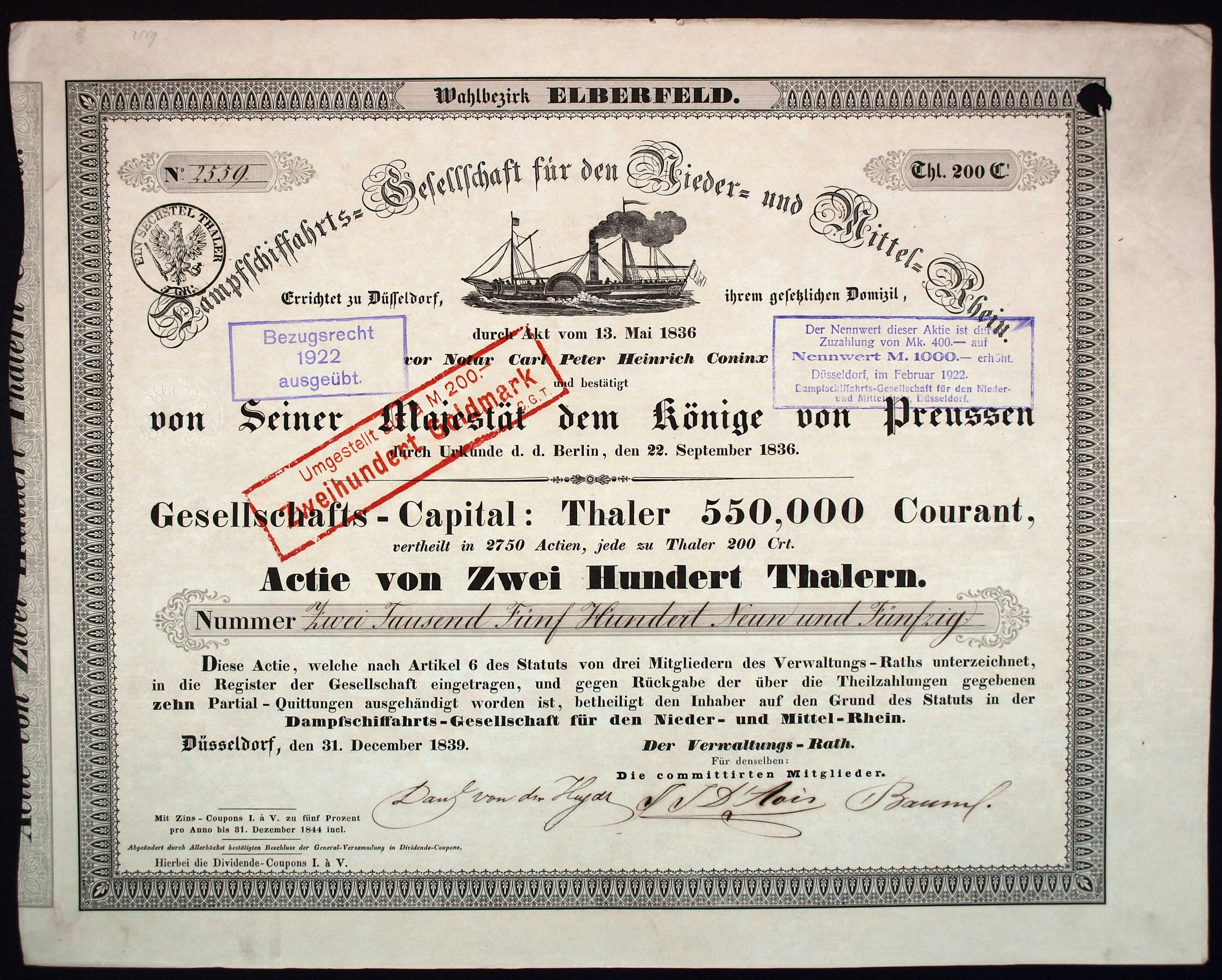
Aktie der Dampfschiffahrts-Gesellschaft für den Nieder- und Mittel-Rhein vom 31. Dezember 1839 mit Unterschrift von Daniel von der Heydt

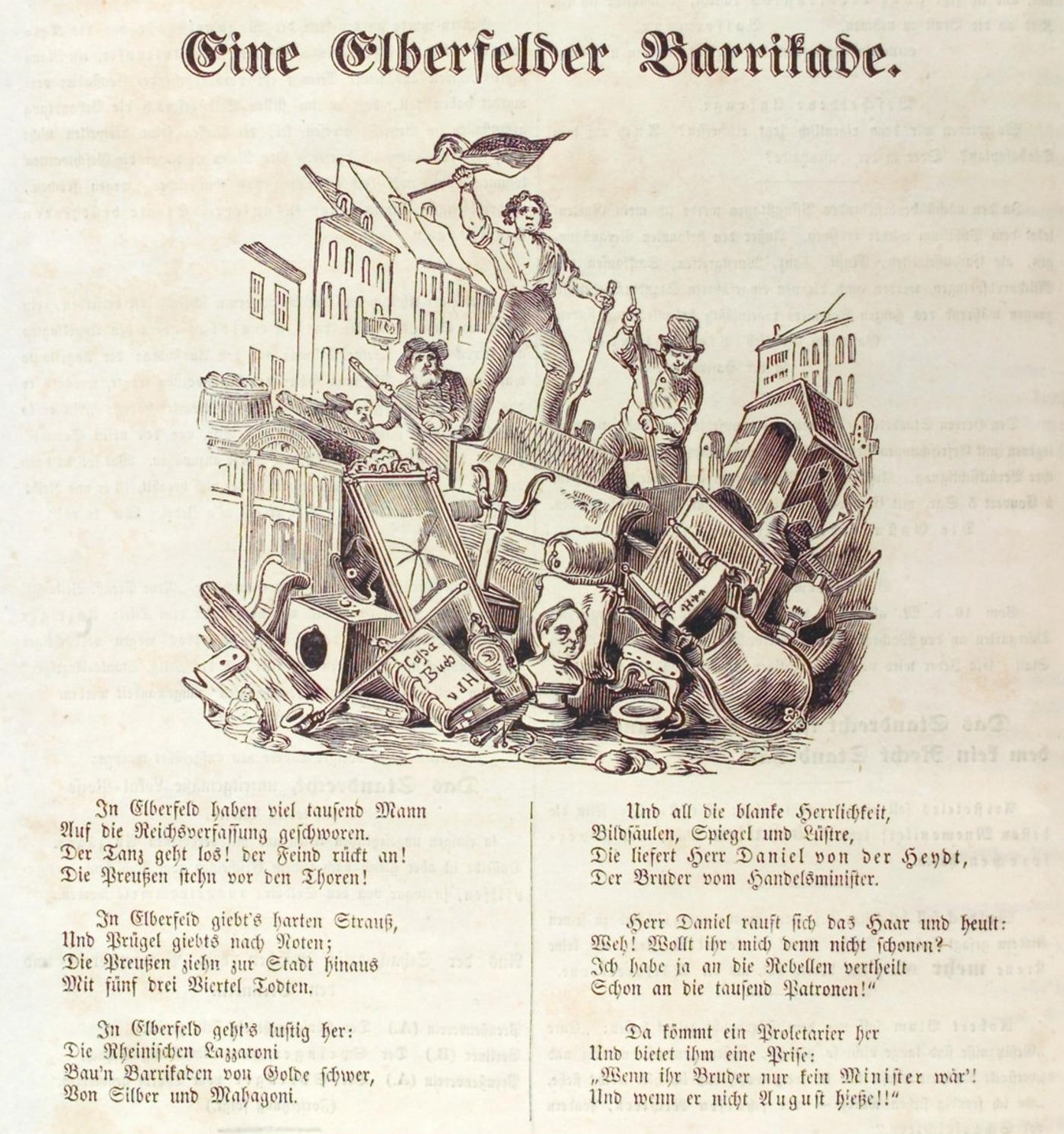
Eine Elberfelder Barrikade, Karikatur im Kladderadatsch vom 20. Mai 1849: Das die Karikatur ergänzende Spottgedicht spielt auf den Elberfelder Aufstand an, bei dem Daniel von der Heydt, der Bruder des preußischen Handelsministers August von der Heydt, als Geisel genommen wurde.

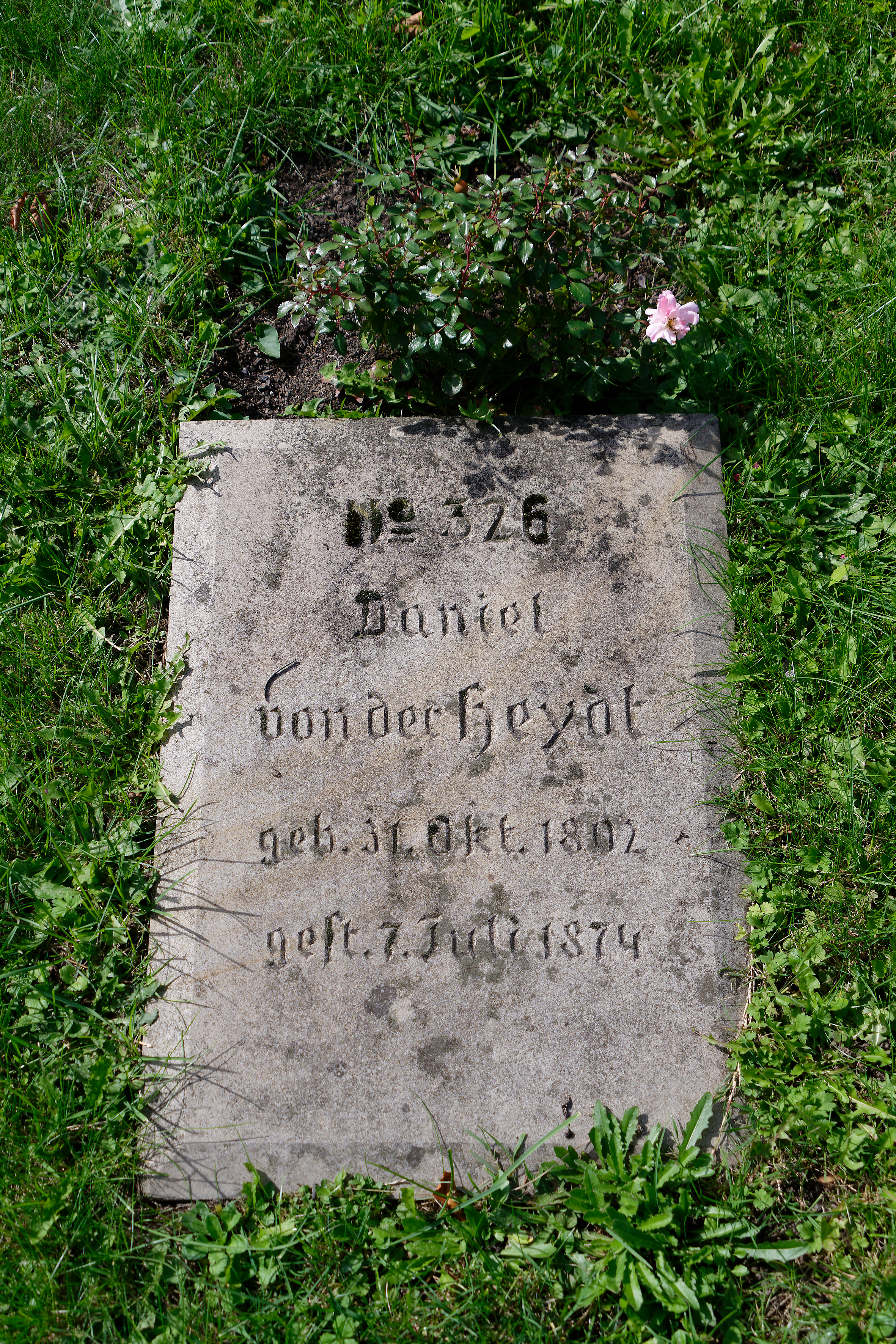
Grabstein auf dem Friedhof der Niederländisch-reformierten Gemeinde zu Wuppertal

Daniel von der Heydt (* 31. Oktober 1802 in Elberfeld (heute zu Wuppertal); † 7. Juli 1874 auf Schloss Morsbroich bei Schlebusch) war Bankier, Unternehmer und Politiker.

## Herkunft
Daniel von der Heydt stammte aus der angesehenen Kaufmannsfamilie von der Heydt zu Elberfeld. Sein Vater war Daniel Heinrich von der Heydt (1767–1832), Bankier, Stadtrat, Bürgermeister sowie Präses des Handelsgerichts in Elberfeld. Seine Mutter war dessen Ehefrau Wilhelmine Kersten (1771–1854). Sein Großvater Abraham Kersten (1733–1796) aus Spangenberg in Hessen war ebenfalls Bankier und Kaufmann. Dieser hatte bereits 1754 das Bankhaus Abraham Kersten gegründet und 1794 Daniel von der Heydt als Teilhaber aufgenommen und so das Bankhaus von der Heydt-Kersten geschaffen. Seine Brüder waren August (1801–1874) und Carl von der Heydt (1806–1881). Er selbst heiratete 1827 Bertha Rosalia Wülfing.

## Leben

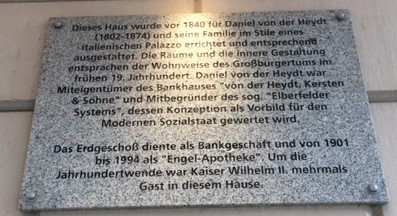
Erinnerungstafel an Daniel von der Heydt und das Elberfelder System

Nach Privatunterricht und dem Besuch der reformierten Lateinschule in Elberfeld trat Daniel als Lehrling in das väterliche Bankhaus von der Heydt-Kersten & Söhne ein. In deren Auftrag hielt er sich mehrere Jahre in Livorno und Mailand auf. Im Jahr 1837 wurde er Teilhaber des väterlichen Bankhauses und betätigte sich daneben erfolgreich im Handel mit Rohseide. Im Jahr 1857 gab er nach theologischen Auseinandersetzungen mit dem Bruder Carl seine Anteile an der Bank ab und konzentrierte sich auf das Handelsgeschäft.
Daneben war er von 1833 bis 1843 sowie im Jahr 1848 Mitglied der Handelskammer von Elberfeld und Barmen, in deren Tradition heute die IHK Wuppertal-Solingen-Remscheid steht. Im Jahr 1836 gehörte er zu den Mitbegründern der Dampfschifffahrts-Gesellschaft für den Nieder- und Mittelrhein. Daneben saß er im Aufsichtsrat der Bergisch-Märkischen Eisenbahn-Gesellschaft.
Außerdem war Daniel von der Heydt 1847 Mitbegründer der niederländisch-reformierten Kirche in Elberfeld und gehörte in den Jahren 1852/53 zu den Initiatoren des Elberfelder Systems der Armenfürsorge.
Im Jahr 1850 war er Mitglied des Erfurter Unionsparlamentes. In den Jahren 1853 bis 1860 war er unbesoldeter, beigeordneter Bürgermeister der Stadt Elberfeld. Als Vertreter von Barmen und Elberfeld war er von 1854 bis 1860 Mitglied des preußischen Herrenhauses.